# CubeSat

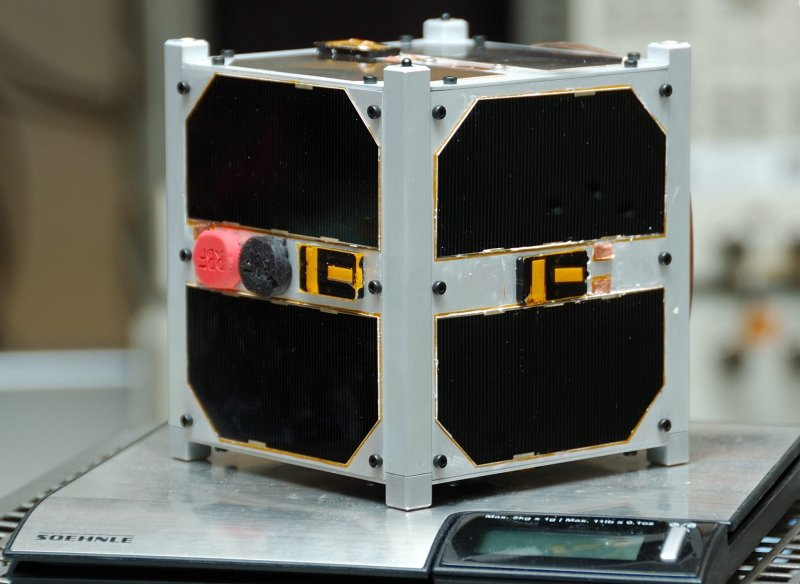
ESTCube-1, un CubeSat 1U estonien.

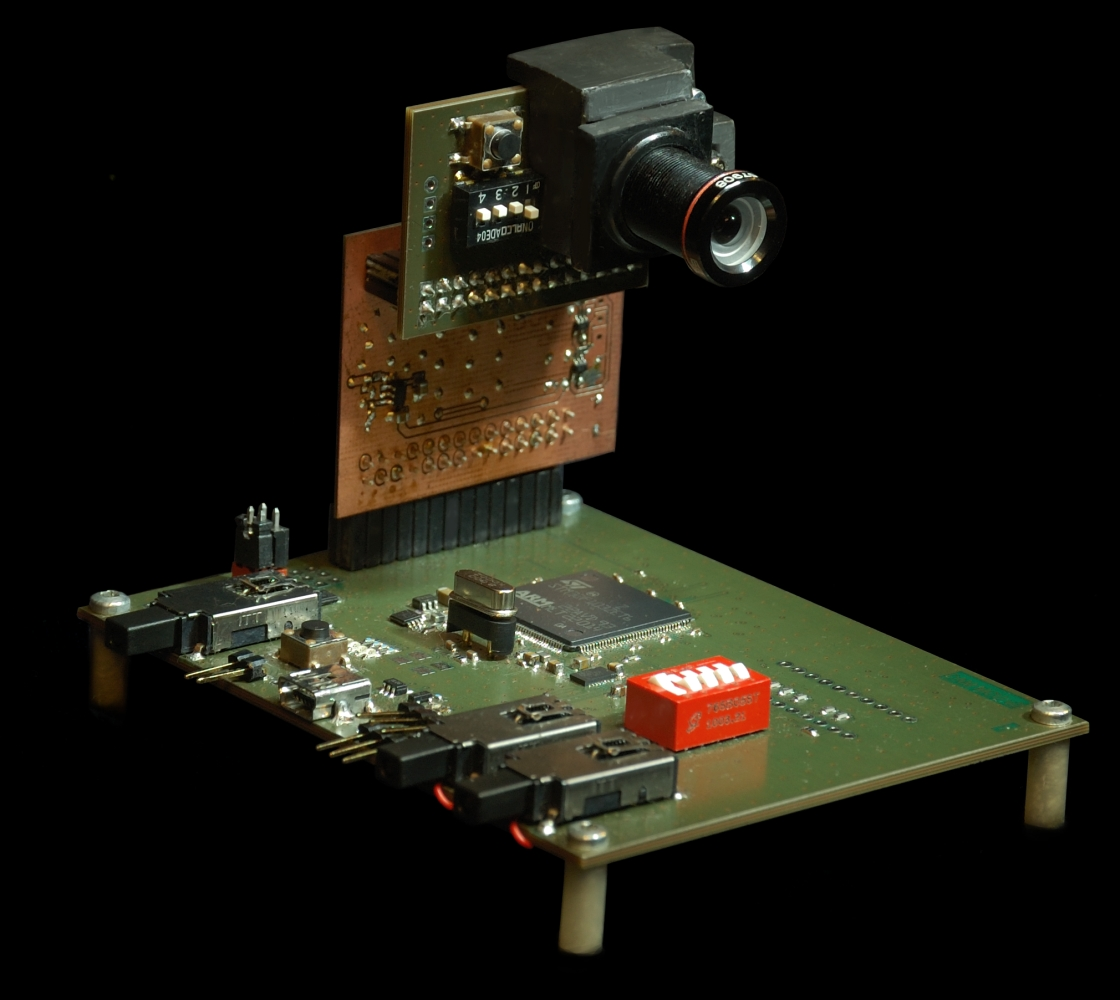
Caméra embarquée à bord du CubeSat estonien ESTCube-1.

CubeSat, appelé également en France nanosatellite cubique, est un format de satellite artificiel qui est le plus couramment utilisé pour les engins de très petite taille (moins de 20 kilogrammes). Son cahier des charges définit sa forme, sa masse maximale ainsi que certaines des caractéristiques de ses composants et de son fonctionnement. Dans sa forme basique, appelée 1U, c'est un cube (d'où son appellation) de 10 × 10 × 10 centimètres de côté et dont la masse ne doit pas excéder deux kilogrammes. La majorité des CubeSats sont formés par la juxtaposition de plusieurs cubes élémentaires (de 2U jusqu'à 24U).
Le cahier des charges définissant les caractéristiques des Cubesats est rédigé en 1999 par l'Université polytechnique de Californie et l'université Stanford (États-Unis). L'objectif en est de réduire les coûts de lancement des très petits satellites et ainsi de permettre aux universités de développer et de placer en orbite leurs propres engins spatiaux. Le projet CubeSat assure la diffusion du standard et contribue à garantir l’adéquation des satellites avec la charge utile principale des lanceurs qui les mettent en orbite.
Les CubeSats sont maintenant de plus en plus utilisés pour des applications professionnelles, en particulier dans le domaine de l'observation de la Terre. Des constellations comprenant plusieurs dizaines de satellites sont déployées à partir des années 2000. En 2022, les CubeSats commencent à être utilisés pour des missions d'exploration du système solaire. La réalisation de satellites d'une taille aussi réduite a nécessité le développement d'équipements spécifiques compatibles avec la taille, la masse et la quantité d'énergie disponibles.
Le nombre de CubeSats satellisés chaque année est resté faible jusqu'en 2012. À compter de cette date, le nombre de CubeSats lancés a fortement cru et il était de 338 en 2022. Les opérateurs des lanceurs tels que Falcon 9 et PSLV proposent des vols consacrés en partie ou totalement à la mise en orbite de ce type de satellite, pour lesquels des dispositifs de déploiement spécifiques ont été mis au point. Les CubeSats 3U représentent la moitié du parc, suivis par les 6U et les 1U. Près de la moitié des CubeSats sont développés par des institutions et sociétés américaines.

## Historique: création du standard CubeSat
Le projet Cubesat résulte de la collaboration entre le professeur Jordi Puig-Suari de l'Université polytechnique de Californie à San Luis Obispo et le professeur Bob Twiggs du Laboratoire de développement des systèmes de l'Université Stanford (États-Unis). Le but initial du projet était de permettre à leurs étudiants de développer des satellites aux capacités identiques aux premiers Spoutnik qu'ils seraient capables de piloter. La norme mise au point en 1999 est adoptée par les autres universités, sociétés et agences gouvernementales et devient un standard pour les nanosatellites (1 à 10 kg). Le premier CubeSat est lancé le 30 juin 2003 par une fusée russe Rockot. Le projet CubeSat met aujourd'hui en relation une centaine d'universités et de sociétés privées pour le développement de nanosatellites à vocation scientifique, technologique ou pour répondre à des besoins privés ou gouvernementaux. L'Université polytechnique de Californie a la responsabilité du système de déploiement P-POD et de s'assurer que les CubeSats  développés ne peuvent pas constituer un risque pour le lanceur et le reste de sa charge utile.

## Caractéristiques techniques
Les satellites les plus simples répondant au standard CubeSat ont la forme d'un cube d'un décimètre de côté (soit un volume de précisément un litre), doivent peser moins de 2 kg et utilisent des composants électroniques banalisés. Les dimensions retenues étaient considérées par ses concepteurs comme la taille minimum pour obtenir un satellite opérationnel. La forme cubique permet au satellite, dont l'orientation n'est généralement pas contrôlée, de disposer, quelle que soit celle-ci, d'énergie électrique si toutes les faces sont couvertes de cellules solaires. En définissant une norme pour les nanosatellites (satellites de 1 kg à 10 kg), le CubeSat devait permettre aux universités du monde entier de lancer dans l'espace des expériences scientifiques à un coût réduit en fixant les caractéristiques externes de ces engins spatiaux et facilitant ainsi leur installation sur les lanceurs. Dans le même objectif un système de déploiement, mis au point et construit par l'Université polytechnique de Californie, est systématiquement utilisé. Le P-POD (Poly Picosatellite Orbital Deployer) sert d'interface entre le lanceur et les CubeSats et peut contenir trois d'entre eux. Le lanceur envoie un signal électrique au P-POD qui déclenche l'ouverture de la porte et l'éjection à l'aide d'un ressort des CubeSats.
Les satellites peuvent être constitués de l'assemblage de plusieurs CubeSats. Par convention le CubeSat de base est désigné par l'abréviation 1U (One Unit). On trouve également des 2U (2 x 1U mises bout à bout), 3U (masse supérieure à 4 kg), 1,5 U et des 6U. D'autres tailles intermédiaires, comme celle du 4U, plus petites (jusqu'au 0,25U) ou plus grandes (jusqu'au 16U) sont utilisées en 2022. Les caractéristiques des CubeSats sont encadrés par un cahier des charges (CubeSat Design Specification), qui limite par exemple la pression de tout composant interne à 1,2 atmosphère, impose des contrôles très restrictifs sur l'emport de produits dangereux (comme les ergols hypergoliques utilisés généralement pour la propulsion) et limite l'énergie chimique stockée (dans des batteries) à 100 watts-heures. L'objectif de ces contraintes est de supprimer toute source de risque pour la charge utile principale emportée par le lanceur chargé de placer en orbite le NanoSat.

## Spécifications détaillées (extrait)
Le cahier des charges, mis à jour régulièrement par les créateurs du standard, définit précisément les caractéristiques externes, certaines caractéristiques internes pour des raisons de sécurité et les tests que les développeurs doivent satisfaire avant le lancement. Ci-dessous sont listées quelques-unes des contraintes.
- Sont définies les dimensions externes, les limites dans lesquelles doivent s'inscrire le centre de gravité du satellite, la masse, les caractéristiques des rails qui coulissent dans le système d'éjection.
- Les dispositifs pyrotechniques sont interdits
- Aucun composant ne doit être libéré dans l'espace
- Les composants sous pression ne doivent pas dépasser une pression interne de 1,2 atmosphère et le facteur de sécurité doit être de 4
- L'énergie chimique stockée (dans des batteries) doit être inférieure à 100 watts-heures
- La mise en œuvre du système de propulsion doit nécessiter de désactiver après éjection du satellite dans l'espace trois sécurités
- Le dégazement doit induire une perte de masse inférieure à 1 %
- Le système de propulsion et les produits dangereux stockés doivent se conformer aux normes de sécurité définies dans AFSPC (norme de l'Armée de l'air américaine).
- Le système fournissant l'énergie doit être désactivé jusqu'à son éjection pour empêcher la mise en route du satellite. Trois interrupteurs distincts doivent prévenir toute mise en marche intempestive
- Les éléments déployables ne doivent être déployés que 30 minutes après l'éjection
- Aucun signal radio ne doit être généré tant qu'il ne s'est pas écoulé au moins 45 minutes depuis l'éjection du satellite en orbite
- Une liste des tests à réaliser est indiquée et des normes à respecter dans le domaine. L'opérateur du lanceur a toute latitude pour fixer d'autres exigences de test.

## Axes de recherche
Les domaines d'utilisation des CubeSats se heurtent à la taille, qui limite à la fois l'énergie disponible, la mobilité et les capacités de la charge utile. Les industriels et les laboratoires mettent au point des équipements plus compacts et moins consommateurs d'énergie que ceux embarqués sur les satellites traditionnels.

### Propulsion
Une des principales difficultés à laquelle est confrontée la conception d'un CubeSat est le recours à une propulsion capable de fournir un Delta-v suffisant malgré le faible volume disponible. Plusieurs modes de propulsion sont mis en œuvre selon les missions : propulsion à gaz froid, propulsion à ergols liquides, moteur ionique, propergol solide.

#### Propulsion à gaz froid
La propulsion à gaz froid est une technique de propulsion spatiale utilisées par les engins spatiaux pour effectuer de petites corrections d'orientation ou de vitesse. Un propulseur à gaz froid utilise un gaz stocké sous haute pression qui est simplement libéré dans une tuyère, laquelle permet d'orienter la poussée exercée.

#### Propulsion à ergols liquides
Le moteur-fusée à ergols liquides est un type de moteur-fusée utilisant des ergols liquides pour son fonctionnement. Comme les moteurs-fusées à propergol solide ou hybride, ce type de propulsion exploite l'énergie chimique contenue dans les ergols qui est libérée soit par réaction exothermique d'un comburant et d'un combustible soit par décomposition. Comme tous les moteurs-fusées, il agit en éjectant à grande vitesse la masse des gaz produits par la réaction chimique à l'opposé de la direction du déplacement souhaité et il peut fonctionner dans le vide car il ne prélève pas son comburant dans l'environnement extérieur.

#### Moteur ionique
Pour remplir les objectifs de certaines missions à destination d'orbite haute ou de l'espace interplanétaire, il est nécessaire de modifier la vitesse de plusieurs centaines de mètres par seconde. La plupart des types de propulsion spatiale permettant d'atteindre cette performance  ont soit une masse ou un volume trop importants, soit sont trop complexes pour rentrer dans le volume d'un CubeSat. Pour propulser Lunar IceCube (lancement en 2020), un  moteur ionique d'une poussée de 0,8 millinewton avec une impulsion spécifique de 2 130 secondes a été choisi. Le volume disponible est mal adapté à un réservoir pressurisé (sphérique) utilisé pour stocker le xénon ergol utilisé d'habitude pour les moteurs ioniques. Le fournisseur du moteur ionique (Busek) a choisi d'utiliser comme  ergol du diiode car celui-ci est stocké à l'état solide (donc non pressurisé) tout en disposant d'une masse molaire (facteur ayant un impact directement sur le rendement du moteur) de 127 g proche de celle du xénon (130 g). La poussée est limitée par la quantité d'énergie disponible (environ 65 watts). Le CubseSat emporte 1,5 kg d'ergols qui lui permettent d'accélérer (Δv) de 1,2 km/s. Le moteur peut être orienté et faire un angle de 10° avec l'axe du satellite,.

#### Propergol solide
Le moteur-fusée à ergols liquides est un type de moteur-fusée utilisant des ergols liquides pour son fonctionnement. Comme les moteurs-fusées à propergol solide ou hybride, ce type de propulsion exploite l'énergie chimique contenue dans les ergols qui est libérée soit par réaction exothermique d'un comburant et d'un combustible soit par décomposition. Comme tous les moteurs-fusées, il agit en éjectant à grande vitesse la masse des gaz produits par la réaction chimique à l'opposé de la direction du déplacement souhaité et il peut fonctionner dans le vide car il ne prélève pas son comburant dans l'environnement extérieur.

### Contrôle d'attitude
| Equipement                 | Performances                                              |
| -------------------------- | --------------------------------------------------------- |
| Roue de réaction           | Couple max : 0,00023 – 0,3 Nm Stockage : 0,0005 – 8 N m s |
| Magnéto-coupleur           | 0,15 A m² – 15 A m²                                       |
| Viseur d'étoiles           | précision : 8 secondes d'arc                              |
| Capteur solaire            | précision : 0,1 minute d'arc                              |
| Capteur d'horizon de Terre | précision : 0,25 minute d'arc                             |
| Gyroscope                  | Dérive 0,15°/h                                            |
| Accéléromètre              | Précision 3 µg                                            |
| Récepteur GPS              | Position connue à 1,5 m                                   |
| Equipement intégré         | précision : 5 – 0.002°                                    |
| Horloge atomique           | Fréquence ! 10-150 MHz                                    |
| Navigation interplanétaire | Bandes X, Ka, S et UHF                                    |

Par défaut, un CubeSat après son éjection dans l'espace va se mettre à tournoyer du fait des forces dissymétriques appliquées par le système de déploiement. Certains CubeSats peuvent fonctionner sans que l'orientation soit stabilisée mais pour une majorité d'entre eux il est nécessaire que l'orientation soit à la fois stabilisée connue et maintenue à une certaine valeur : il faut par exemple maintenir des panneaux solaires orientés vers le Soleil de manière à fournir le maximum d'énergie, tourner une caméra ou un appareil scientifique vers sa cible  (Terre, Soleil étoile...) ou orienter une antenne de manière à optimiser le débit de données transmises.
Les différents types d'équipement utilisés pour le contrôle d'attitude sur des satellites de plus grande taille (gyroscope, accéléromètre, viseur d'étoiles, capteur solaire, capteur d'horizon de Terre, magnéto-coupleur, roue de réaction, moteur de contrôle d'attitude) sont utilisés. Mais ils sont fortement miniaturisés pour tenir dans le volume et l'enveloppe de masse des CubeSats tout en consommant un minimum d'énergie. Leurs performances (notamment la précision du pointage) sont impactées par la réduction de leur taille. Les technologies utilisées en 2021 sont relativement matures et les performances de ces équipements ne devraient progresser que de manière réduite.
Pour les satellites circulant sur une orbite terrestre basse (champ magnétique terrestre élevé), le recours aux magnétomètres pour déterminer l'orientation du CubeSat et au magnéto-coupleur pour corriger l'orientation est bien adapté aux contraintes de masse et d'énergie des CubeSats. La roue de réaction est également souvent utilisée pour corriger l'orientation car elle fournit un couple important en ne consommant que peu d'énergie. Leur utilisation se heurte toutefois à la nécessité de les désaturer périodiquement. Les fabricants proposent des équipements remplissant l'ensemble des fonctions d'un système de contrôle d'attitude par exemple combinant un viseur d'étoiles, un magnétomètre trois axes, trois roues de réaction et trois magnéto-coupleurs.
| Type d'équipement   | Fabricant                | Modèle                    | Masse   | Consommation énergétique (pic) | Tolérance aux radiations | Performances                                       | Commentaire                                                                                                   |
| ------------------- | ------------------------ | ------------------------- | ------- | ------------------------------ | ------------------------ | -------------------------------------------------- | --- |
| Système intégré     | Blue Canyon Technologies | XACT-100                  | 1,81 kg | ? watt                         | inconnue                 | précision pointage 0,007°                          | Comprend trois roues de réaction, trois magnéto-coupleurs, un viseur d'étoiles et un magnétomètre trois axes. |
| Roue de réaction    | Blue Canyon Technologies | Rwp050                    | 240 g   | 1 watt                         | inconnue                 | couple max 0,007 Nm Moment stocké 0,05 N m s       | Nbre roue ! 1[pas clair]                                                                                      |
| Magnéto-coupleur    | CubeSpace                | CubeTorquer Medium        | 36 g    | 0,036 watt                     | 24 krad                  | couple max 0,66 A m²                               | 1 axe |
| Magnéto-coupleur    | GomSapce                 | GST-600                   | 156 g   | ? Watt                         | inconnu                  | couple max 0,31-0,34 A m²                          | 3 axes |
| Viseur d'étoiles    | Sodern                   | Auriga-CP                 | 210 g   | 1,1 Watt                       | inconnu                  | précision : 2 secondes d'arc                       | |
| Magnétomètre 3 axes | Zarm                     | AMR-RS422                 | 60 g    | 0,3 Watt                       | inconnu                  | précision : 1 degré                                | |
| Capteur solaire     | Coarse Analog Sun Sensor |                           | 45 g    | 0 Watt                         | > 100 krad               | champ de vue : ±40° précision : ±1° (1 angle)      | Capteur analogique                                                                                            |
| Capteur solaire     | Redwire Space            | Digital Sun Sensor (±64°) | > 540 g | 0,5 Watt                       | 100 krad                 | champ de vue : ±128° précision : ±0.25° (2 angles) | Capteur numérique                                                                                             |

### Énergie
Les CubeSats utilisent des cellules solaires pour convertir l'énergie solaire en électricité. Celle-ci est ensuite stockée dans des batteries lithium-ion rechargeables qui fournissent de l'énergie pendant des éclipses ainsi que pendant les périodes de pointe.

### Télécommunications
Le faible coût de CubeSats a permis un accès sans précédent à l'espace pour les petites institutions et organisations, mais, pour la plupart des formulaires CubeSat, la portée et la puissance disponible sont limitées. En raison du tumbling et de la faible portée de puissance, les radiocommunications sont un défi pour les CubeSats.

## Coût

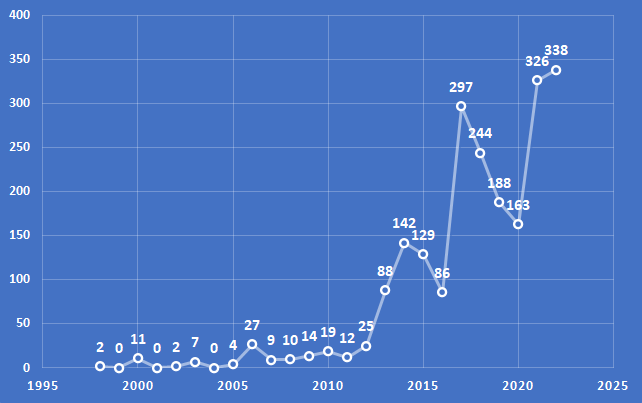
Nombre de CubeSats et picosats lancés annuellement entre 1998 et 2022 (source : base nanosats.eu).

Le coût de fabrication et de lancement d'un satellite CubeSat 1U est d'environ 150 000 US$, mais des nouveaux opérateurs de lanceurs promettent de nouveaux prix d'environ 50 000 US$ - 90 000 US$. De nombreux opérateurs de lanceurs acceptent de mettre en orbite des CubeSats en tant que charge utile secondaire. Les lancements de grappes de CubeSats sont la norme.

## Développement des CubeSats
Deux facteurs contribuent à une forte croissance du nombre de CubeSats au cours des années 2010. Plusieurs sociétés offrent désormais de lancer des CubeSats 1U à 3U en tant que charge utile secondaire pour des sommes comprises entre unité|50000 et 200000 US$ (le prix dépendant de sa taille et de l'altitude visée). Certaines de ces sociétés annoncent qu'elles abaisseront les prix jusqu'à un plancher de 10 000 US$ à l'horizon 2020. Le deuxième facteur est la mise à disposition sur étagère d'équipements spatiaux à bas prix utilisables par les CubeSats. Le nombre de satellites lancés en 2017 utilisant ce standard et avec une masse comprise entre 1 et 10 kg, a atteint 287 alors qu'ils n'étaient que 77 en 2016. La base de données "Nanosatellite" liste en juin 2019 2400 CubeSats et autres nanosatellites qui ont été lancés depuis 1998.
| Pays           | Nombre |
| -------------- | ------ |
| Etats-Unis     | 1390   |
| Chine          | 85     |
| Japon          | 78     |
| Russie         | 55     |
| Allemagne      | 50     |
| Royaume-Uni    | 40     |
| Espagne        | 35     |
| Canada         | 33     |
| Corée du Sud   | 24     |
| Israël         | 23     |
| Italie         | 22     |
| France         | 20     |
| Suisse         | 20     |
| Australie      | 19     |
| Inde           | 19     |
| Pologne        | 13     |
| Brésil         | 10     |
| Singapour      | 9      |
| Afrique du Sud | 7      |
| Qatar          | 7      |
| Chili          | 6      |
| Taïwan         | 6      |
| Argentine      | 5      |
| Mexique        | 5      |
| Thaïlande      | 5      |

Une organisation s'est mise en place pour faciliter le lancement des CubeSats. Le lanceur indien PSLV et le lanceur russe Dnepr se sont fait une spécialité des lancements groupés de CubeSats : le record a été atteint le 15 février 2017 avec le lancement de 104 satellites avec une seule fusée. La PSLV-C37 de l'ISRO a mis en orbite  104 satellites 650 kg dont seulement trois n'étaient pas des CubeSats. Sur les 101 nano-satellites restants, 96 viennent des États-Unis. Les cinq autres proviennent d'Israël, du Kazakhstan, des Pays-Bas, de la Suisse et des Émirats arabes unis. Des micro-lanceurs comme Epsilon sont développés dans le but de répondre à ce nouveau marché.
Les CubeSats sont initialement des satellites expérimentaux. Mais des recherches très actives sont menées pour déboucher sur des applications scientifiques ou commerciales en miniaturisant les instruments et les équipements nécessaires pour contrôler l'orientation, l'orbite et améliorer la précision du pointage. Les agences spatiales, en particulier la NASA, expérimentent l'utilisation de CubeSats pour traiter des problèmes scientifiques. Deux CubeSats 6U ont été lancés en 2018 vers Mars pour une expérience de télécommunications. Des applications commerciales débutent comme la constellation de satellites Dove qui fournit des images grâce à 200 CubeSats.

## Applications

### Démonstrateurs technologiques

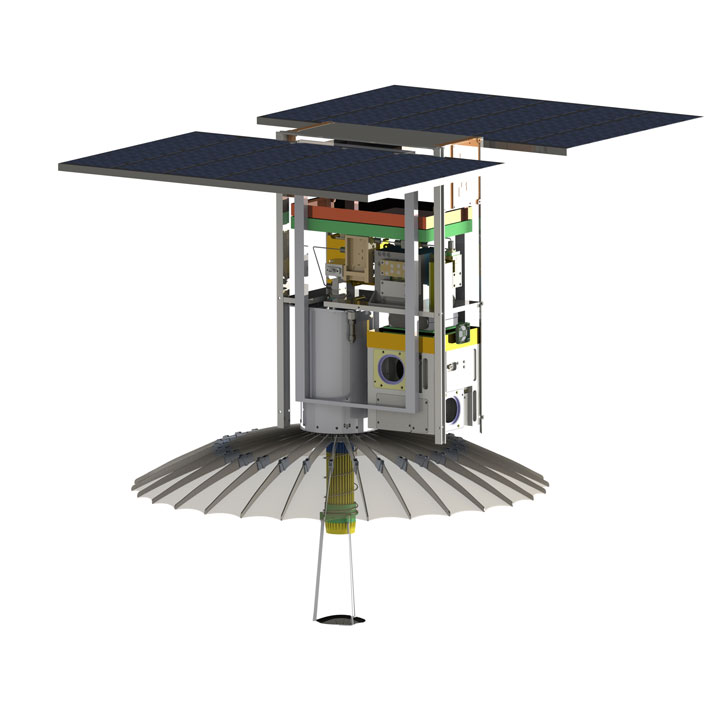
Schéma de RaInCube, qui embarque un radar miniaturisé.

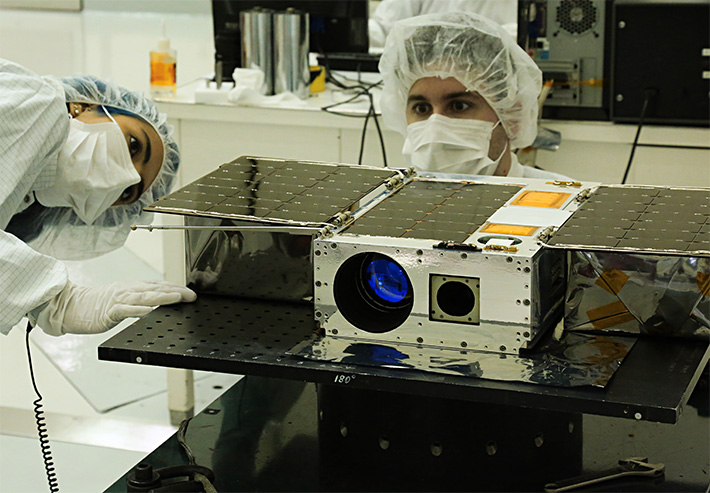
CubeSat ASTERIA.

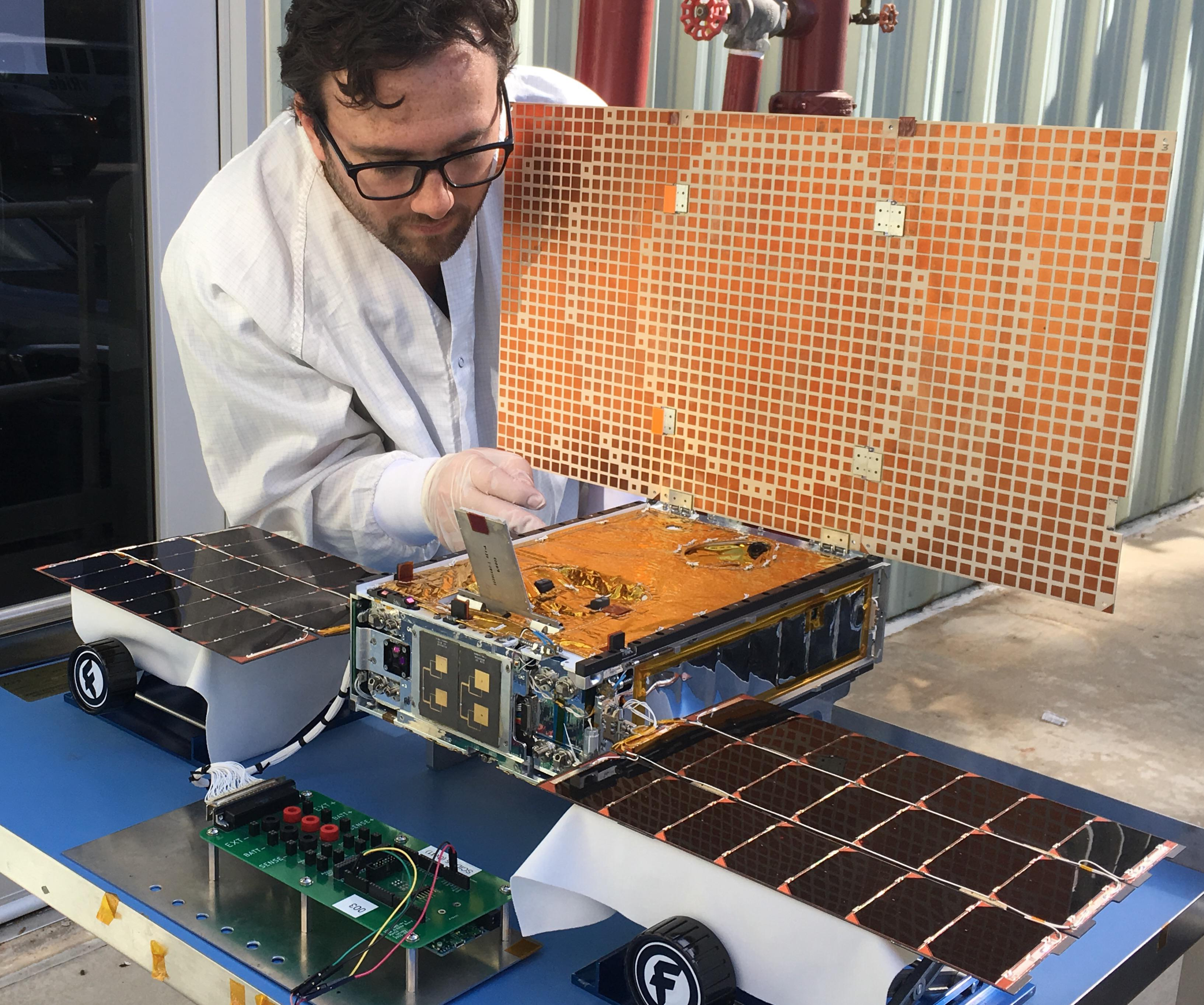
CubeSat martien MarCO en cours de test avec son antenne (verticale) et ses panneaux solaires (horizontaux) déployés.

#### Instruments
- RaInCube (Radar In a CubeSat) est un CubeSat 6U développé par le JPL qui teste un radar miniaturisé. Le lancement a eu lieu en 2018.
- ASTERIA (Arcsecond Space Telescope Enabling Research in Astrophysics), lancé en 2017, est un CubeSat 6U du Massachusetts Institute of Technology embarquant un télescope. Il a testé avec succès un système de pointage dont la précision est de l'ordre de la seconde d'arc[17].
- DeMi (Deformable Mirror Demonstration Mission) est un CubeSat 6U qui embarque un télescope destiné à tester une optique adaptative reposant sur l'utilisation de MEMS[18].

#### Télécommunications
Le laboratoire de Los Alamos a développé trois séries de CubeSats 1,5U — Perseus (2010), Prometheus v1 (2013), Promotheus v2 (2017-2018) — pour tester les transferts de données par nano-satellites entre des personnes équipées des terminaux portables et des stations terriennes mobiles.

#### Matériaux
LignoSat est un prototype de CubeSat 1U développé par l'université de Kyoto pour un usage radioamateur classique. Sa particularité est d'avoir une structure extérieure en bois, conçue en partenariat avec l'entreprise Sumitomo Forestry (en). Il est lancé lors de la mission SpaceX CRS-31 (en) et est déployé depuis l'ISS,. Le satellite est instrumenté pour étudier la réponse du matériau bois aux contraintes spatiales. L'avantage principal attendu est une combustion complète de la structure en fin de vie lors de la rentrée atmosphérique du satellite, en minimisant la pollution par des résidus toxiques,.
WISA Woodsat est un autre CubeSat 1U en bois, développé par l'entreprise finlandaise Arctic Astronautics dont le lancement est prévu pour 2025,.

#### Voile solaire
LightSail-1 est un démonstrateur technologique (CubeSat 3U) propulsé par une voile solaire. Il a été lancé le 20 mai 2015 à partir de Cap Canaveral (Floride). Ses quatre voiles sont faites d'une très fine pellicule de Mylar et ont une superficie totale de 32 m2. Ce test avait pour but de permettre de démontrer qu'une voile solaire pouvait être utilisée pour une mission principale en 2016.

### Applications commerciales (imagerie, télécoms)
Dove est une constellation de 200 CubeSats 3U (satellites actifs courant 2018) fournissant des images avec une résolution spatiale de 3 à 5 mètres.

### Observation de la Terre (scientifique)
QB50 est une constellation d'une quarantaine de CubeSats 2U développés par différents instituts de recherche européens dont l'objectif est l'étude de la thermosphère. Chaque nanosatellite emporte un des trois instruments de mesure définis dans le cadre d'un cahier des charges : spectromètre de masse des ions neutres , expérience F de mesure de l'oxygène, Sonde de Langmuir. Cette constellation est en cours de déploiement en 2018.
TROPICS (Time-Resolved Observations of Precipitation structure and storm Intensity with a Constellation of Smallsats) est une constellation de 12 CubeSats 3U embarquant un radiomètre orientable pour fournir une mesure de la température et de l'humidité avec une résolution temporelle particulièrement fréquente. Ce projet, sélectionné par la NASA en 2016, doit être déployé en 2019.

### Astronomie et exploration du système solaire
- MinXSS (Miniature X-ray Solar Spectrometer CubeSat) (lancé le 6 décembre 2015) est un CubeSat 3U financé par la NASA qui emporte un spectromètre rayons X pour l'observation des éruptions solaires
- HaloSat est le premier CubeSat destiné à l'astronomie financé par la NASA. Lancé le 21 mai 2018, il doit mesurer la masse des gaz chauds dans notre galaxie.
- Colorado Ultraviolet Transit Experiment est un CubeSat 6U financé par la NASA qui doit déterminer les caractéristiques des atmosphères des exoplanètes et mesurant leur courbe spectrale dans l'ultraviolet proche. Il est lancé le 27 septembre 2021.
- PicSat (2018) est un Cubesat 3U qui embarque un petit télescope pour tenter de mesurer les caractéristiques d'une exoplanète par la méthode des transits. Il est développé par plusieurs laboratoires menés par l'Observatoire de Paris[32].
- MarCO (2018) satellite de format CubeSat 6U de la NASA utilisé de manière expérimentale comme relais de télécommunications dans le cadre d'une mission vers Mars[33]
- SPARCS (Star-Planet Activity Research CubeSat) est un CubeSat 6U embarquant un télescope ultraviolet qui doit observer les variations d'intensité du rayonnement ultraviolet de 10 étoiles de faible masse. Le satellite est financé par la NASA et son lancement est prévu en 2021[34].
- Inspire (en) (Interplanetary NanoSpacecraft Pathfinder In a Relevant Environment) sont deux CubeSat 3U de la NASA destinés à tester des fonctions mises en œuvre dans l'espace interplanétaire[35].
- BurstCube est un CubeSat 6U financé par la NASA et dont le lancement a lieu le 21 mars 2024 lors de la mission SpaceX CRS-30 (en) qui doit détecter les sursauts gamma.
- CAPSTONE (Cislunar Autonomous Positioning System Technology Operations and Navigation Experiment) est un CubeSat 12U financé par la NASA dont l'objectif est de tester l'orbite lunaire NRHO de la future station spatiale Lunar Gateway. Son lancement a lieu le 28 juin 2022 à bord d'une fusée Electron[36].

Treize CubeSats 6U, embarqués en tant que charge utile secondaire, sont être placés dans l'espace interplanétaire  par la fusée Space Launch System dans le cadre de la mission Artemis 1 organisée par la NASA et lancée le 16 novembre 2022. Parmi ces nano-satellites figurent : 
- Lunar IceCube, un CubeSat 6U de la NASA, qui sera le premier satellite de cette taille embarquant un moteur ionique. Celui-ci, d'une poussée d'un millinewton, a une impulsion spécifique de 2 130 secondes et utilise comme ergol de l'iodine. Le CubeSat emporte un spectromètre miniaturisé qui doit lui permettre d'analyser les volatiles à la surface de la Lune[6] ;
- Lunar Flashlight, un CubeSat 6U de la NASA qui doit se placer sur une orbite particulièrement basse autour de la Lune et utiliser un laser fonctionnant en proche infrarouge pour permettre à un spectromètre embarqué d'effectuer des mesures des volatiles (dont l'eau) présents dans les régions polaires restant en permanence à l'ombre[37] ;
- Lunar Polar Hydrogen Mapper, un CubeSat 6U de la NASA qui doit se placer sur une orbite basse autour de la Lune et utiliser un détecteur de neutrons à scintillation  pour mesurer la proportion d'hydrogène présente dans la couche superficielle de la surface de la Lune et en déduire la proportion d'eau[38] ;
- Near-Earth Asteroid Scout, un CubeSat 6U de la NASA qui utilise une voile solaire pour effectuer un survol de l'astéroïde géocroiseur 1991 VG [39] ;
- OMOTENASHI, un CubeSat 6U développé par l'agence spatiale japonaise (JAXA) qui doit démontrer la faisabilité d'un atterrisseur lunaire de très petite taille. Pour se poser sur la Lune l'engin utilise un moteur à propergol solide de 6 kg et un airbag (vitesse d'atterrissage 60 m/s)[40].;
- EQUULEUS, un CubeSat 6U  développé conjointement par l'Université de Tokyo et l'agence spatiale japonaise (JAXA) qui doit mesurer la distribution du plasma dans l'environnement spatial de la Terre et valider l'utilisation de trajectoires à faible énergie pour se déplacer à proximité du point de Lagrange L2 du système Terre-Lune[40] ;
- LICIACube, un cubesat 6U développé par l'agence spatiale italienne destiné à renvoyer des images de l'impact de la mission DART à la surface de la lune de l'astéroïde (65803) Didymos.

## Lancement et mise en œuvre

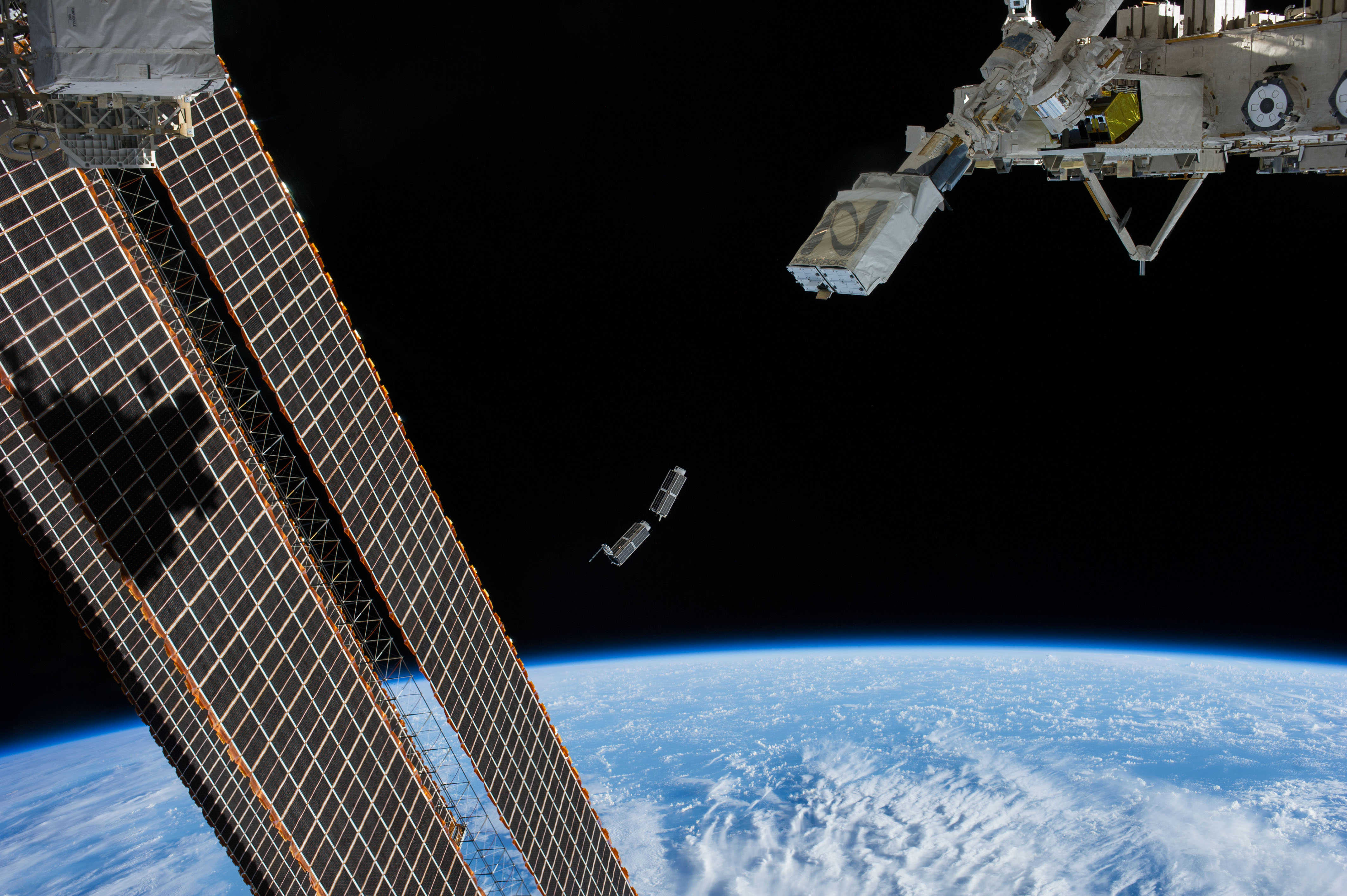
Déploiement de plusieurs CubeSats le 25 février 2014 à partir du module NanoRacks de la station spatiale internationale.

## Statistiques
| type satellite            | Nombre | Dimensions                      | Masse typique | Remarques                                          |
| ------------------------- | ------ | ------------------------------- | ------------- | -------------------------------------------------- |
| CubeSat 16U               | 79     |                                 |               |                                                    |
| CubeSat 12U               | 146    | 30 x20 x 20 cm                  | 24 kg         |                                                    |
| CubeSat 8U                | 207    |                                 |               |                                                    |
| CubeSat 6U                | 605    | 30 x20 x 10 cm                  | 12 kg         |                                                    |
| CubeSat 3U                | 1644   | 30 x 10 x 10 cm                 | 6 kg          |                                                    |
| CubeSat 2U                | 215    | 20 x 10 x 10 cm                 | 4 kg          |                                                    |
| CubeSat 1,5U              | 83     | 15 x 10 x 10 cm                 |               |                                                    |
| CubeSat 1U                | 478    | 10 x 10 x 10 cm                 | 3 kg          |                                                    |
| CubeSat 0,5U              | 10     |                                 | 2 kg          |                                                    |
| CubeSat 0,3U              | 29     |                                 |               |                                                    |
| CubeSat 0,25U             | 224    |                                 |               |                                                    |
| Autres CubeSat / NanoSats | 96     |                                 |               |                                                    |
| PocketQube                | 130    | 5 x 5 x 5 cm                    | 250 g.        | CubeSat 1U = 8 PocketQube Ne sont pas des CubeSats |
| TubeSat                   | 7      |                                 | 800 g.        | Forme cylindrique, ne sont pas des CubeSat         |
| ThinSat                   | 31     | multiples de 0,145 x 10 x 10 cm | 1 à 2,2 kg    | ne sont pas des CubeSat                            |
| Autre PicoSat             | 36     |                                 | 100 g à 1 kg  | ne sont pas des CubeSat                            |

## Galerie

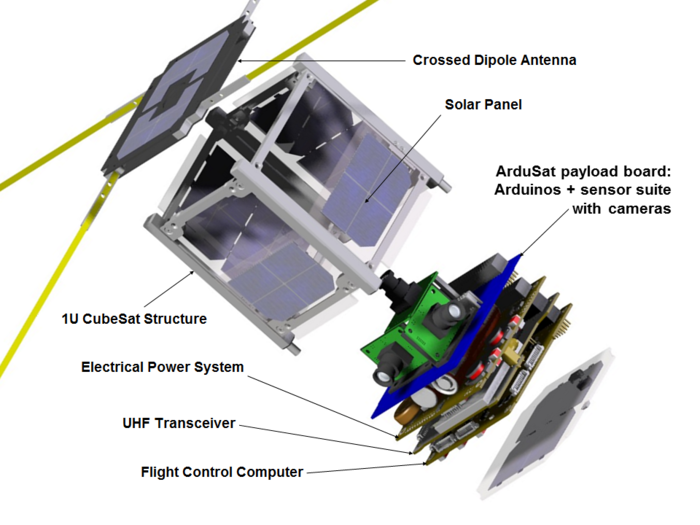
Schéma éclaté du CubeSat ArduSat3.
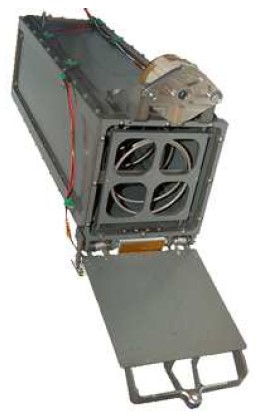
Système normalisé de stockage et de déploiement de CubeSat.
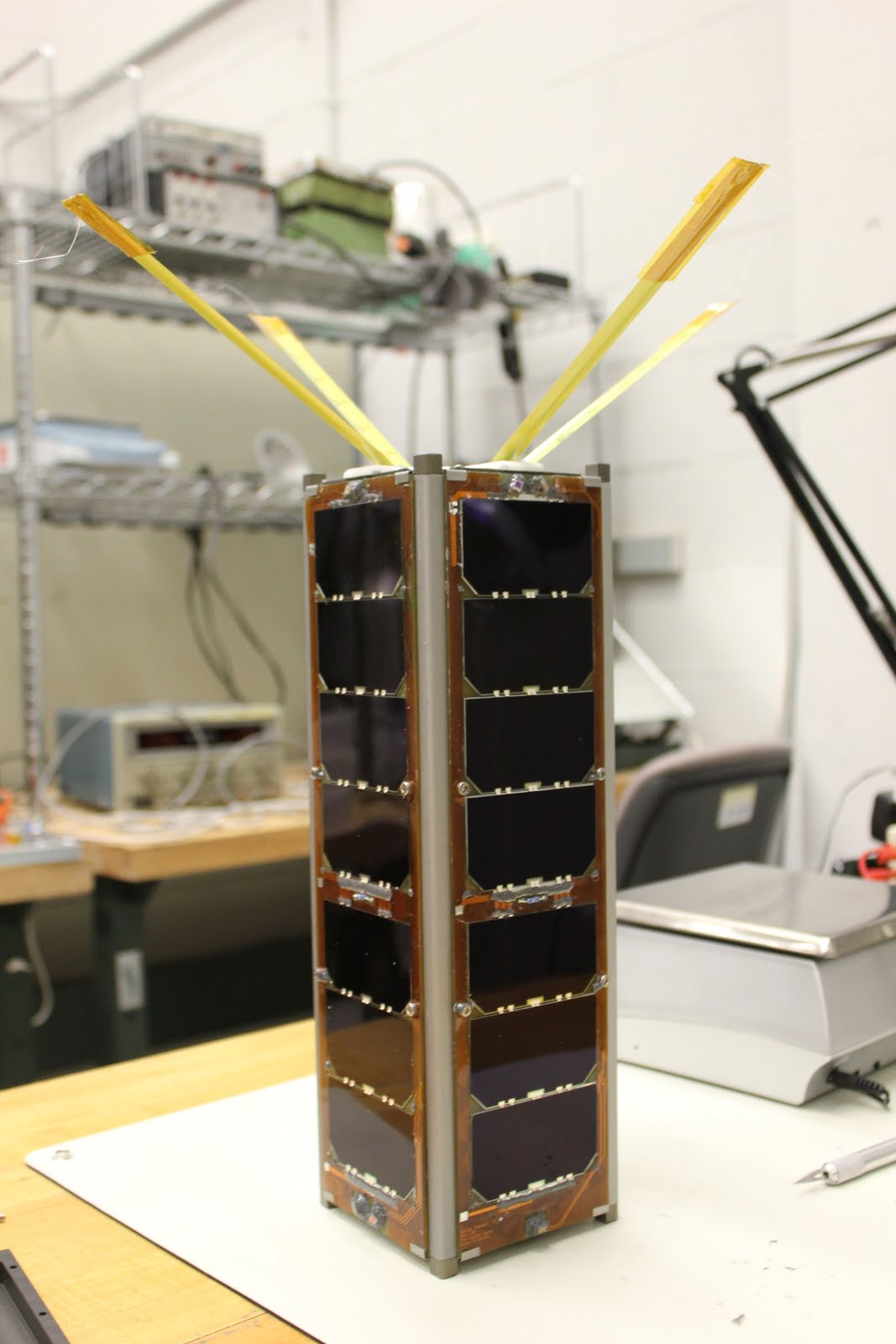
CubeSat 3U.